# Bremskraftverstärker

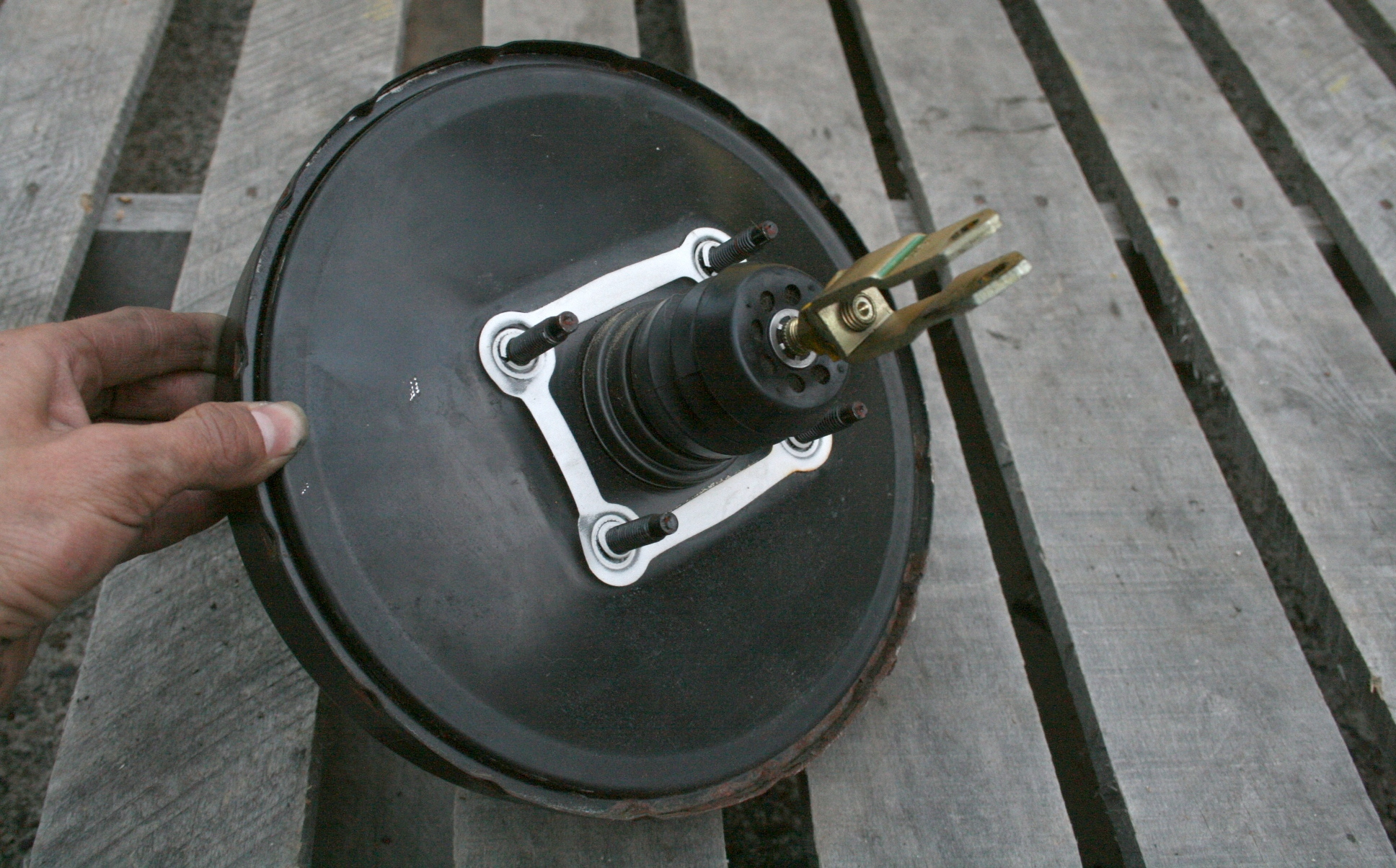
Üblicher, vakuumbetriebener Bremskraftverstärker für Pkw

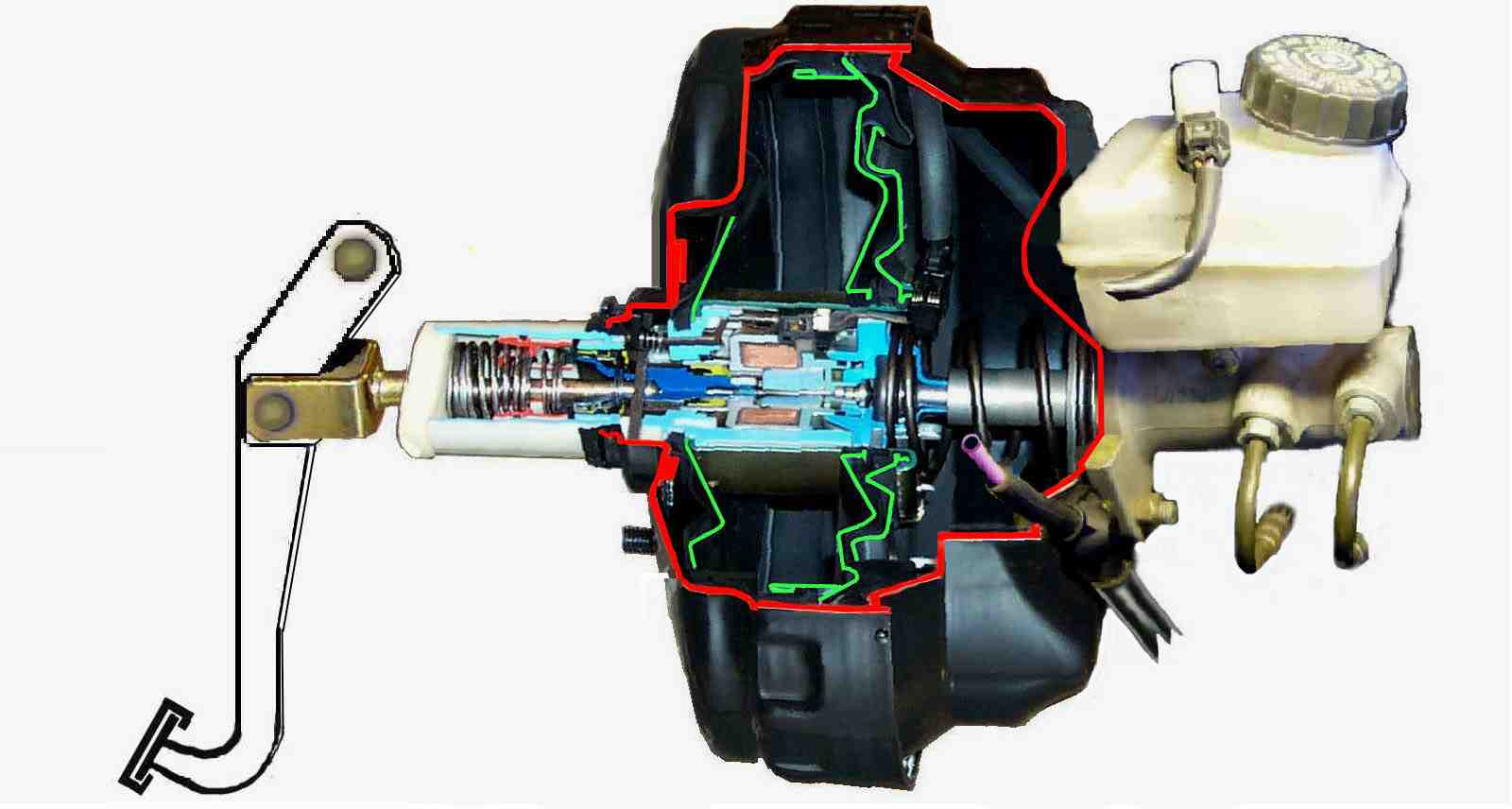
Schnittzeichnung vakuumbetriebener Bremskraftverstärker

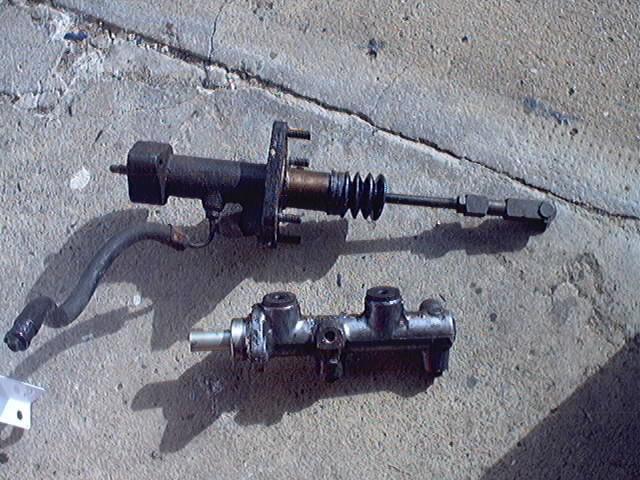
Hydraulischer Bremskraftverstärker & Hauptbremszylinder eines Audi 200 Typ 44 turbo

Der Bremskraftverstärker (BKV) ermöglicht die Verringerung der Betätigungskraft an der Bremse eines Fahrzeugs, die zum Erreichen der gewünschten Bremswirkung benötigt wird.
Bei dem in Pkw und leichten Nutzfahrzeugen vorwiegend verbauten Unterdruck-Bremskraftverstärker wird die Hilfskraft mittels einer Druckdifferenz (Atmosphärendruck zu Unterdruck) erzeugt. Bei mittleren bis schweren Nutzfahrzeugen (in der Regel ab 7,49 t) wie z. B. Lkw wird die Bremskraft mittels Druckluft (Pneumatik) erzeugt (Fremdkraftbremsanlage). Lediglich die Feststell- bzw. Handbremse wird dort mittels Federkraft betätigt und durch Druckluft geöffnet. Der Betriebsdruck liegt immer in einem festgelegten, eingeregelten Bereich, z. B. zwischen 7,2 und 8 bar. Auch hydraulische oder elektrische Bremskraftverstärker sind möglich.

## Geschichte
Zu den ersten Pkw mit Bremskraftverstärker zählen Leyland Eight von 1920, Mercedes-Benz 300 SL und 300 b sowie der Borgward P 100. Damals wurde das System als Bremshelf oder Bremshilf bezeichnet. Es verbreitete sich im Laufe der 1960er Jahre zunächst bei höherwertigen Pkw, später in allen Fahrzeugklassen. Bis weit in die 1980er Jahre hinein wurden kleinere Kraftfahrzeuge, wie beispielsweise der Fiat Panda, der VW Käfer, der VW Polo, der VW Golf oder der Renault Rapid, noch ohne Bremskraftverstärker hergestellt. Entweder waren die Bremsen selbst z. B. als selbstverstärkende Trommelbremse ausgeführt oder der Pedalweg war entsprechend groß, sodass die Pedalkraft auch ohne Bremskraftverstärker ausreichte. Einer der wenigen Vorteile von Fahrzeugen ohne Bremskraftverstärker ist, dass auch bei abgestelltem Motor die gewohnte volle Bremsleistung zur Verfügung steht.

## Unterdruckverstärker

### Funktionsweise
Wie in konventionellen Bremssystemen ohne Verstärker wirkt das Bremspedal direkt auf den Hauptbremszylinder, der die Bremsflüssigkeit in das Leitungssystem zu den Bremsen drückt (vgl. Pascalsches Gesetz). Unterstützt wird dieser Druck durch eine Arbeitsmembran, deren beide Seiten (in Ruhestellung) unter Unterdruck stehen. Durch die Betätigung des Bremspedals wird über ein Ventil die pedalgerichtete Seite der Membran mit atmosphärischem Druck beaufschlagt, sodass aufgrund der dann herrschenden Druckdifferenz eine Kraft entsteht, die die am Pedal aufgebrachte Kraft in gleicher Richtung unterstützt. Aufgrund der verhältnismäßig kleinen Druckdifferenz muss die Fläche der Membran relativ groß sein, um eine genügend hohe Kraftwirkung zu erzielen (Kraft gleich Druckdifferenz mal Membranfläche). Entsprechend hat das Gehäuse des Bremskraftverstärkers einen Durchmesser von bis zu 11 Zoll (etwa 28 cm). Bei kleinem Bauraum (z. B. beim Smart) werden auch sog. Tandem-BKV eingesetzt, bei denen zwei „in Reihe geschaltete“ Bremskraftverstärker für die nötige Membranfläche sorgen.
Die Ventile im Bremskraftverstärker sind so ausgelegt, dass die Hilfskraft des Kolbens immer proportional zur Pedalkraft ist. Ohne Unterdruck, beispielsweise beim Abschleppen des Wagens ohne laufenden Motor, muss die Pedalkraft alleine die Bremskraft aufbringen. Um die gleiche Bremswirkung wie bei arbeitendem Bremskraftverstärker zu erreichen, ist dann ein wesentlich größerer Kraftaufwand nötig, der in der Regel die Kraft erheblich übersteigt, die der Fahrer mit seiner Beinmuskulatur aufbringen kann.

### Unterdruckerzeugung
Bei herkömmlichen Ottomotoren wird bei Teillast mit einer Drosselklappe der Druck im Ansaugtrakt (Ansaugkrümmer) verringert, damit weniger Kraftstoff-Luft-Gemisch in die Zylinder eintritt. Dieser Unterdruck liefert die pneumatische Energie für den Bremskraftverstärker. Bei Dieselmotoren und moderneren Ottomotoren mit variablen Einlasssteuerzeiten, wie bei der Valvetronic von BMW oder dem Multiair-System von Fiat, die keine Drosselklappe mehr haben, ist eine separate Vakuumpumpe (Saugpumpe) erforderlich. In der Leitung zwischen Bremskraftverstärker und Unterdruckquelle ist ein Rückschlagventil eingebaut, das dazu dient, den Unterdruck bei Volllast und stehendem Motor aufrechtzuerhalten.

### Funktionsprüfung
Die Funktion des Bremskraftverstärkers wird wie folgt geprüft: Motor abstellen, Bremspedal mehrmals betätigen, bis ein starker Widerstand spürbar wird, also der noch im System vorhandene Unterdruck „verbraucht“ ist. Bremspedal getreten halten, Motor starten. Wenn das Bremspedal nun nachgibt, ist der Verstärker in Ordnung. Eine undichte Membran erkennt man, wenn man bei getretener Bremse den Motor abschaltet: Kommt das Pedal nach kurzer Zeit gegen die Beinkraft nach oben, ist die Membran undicht. Bei Fahrzeugen, die den Unterdruck aus dem Ansaugtrakt entnehmen, kann dieser Fehler die Lambdaregelung des Motors beeinflussen und bei stärkerer Undichtigkeit bis an die Regelgrenze verstellen, da die hier angesaugte Luft nicht durch den Luftmassenmesser strömt (man nennt das auch „Falschluft“). In einem solchen Fall legt das Motorsteuergerät eine für die UMA relevante Fehlermeldung ab, deren Ursache aufgrund ihrer Seltenheit auch für Fachwerkstätten nicht immer leicht zu finden ist.